# Terinos luciella
Terinos luciella är en fjärilsart som beskrevs av Hans Fruhstorfer 1912. Terinos luciella ingår i släktet Terinos och familjen praktfjärilar. Inga underarter finns listade i Catalogue of Life.